# San Vito dei Normanni
San Vito dei Normanni é uma comuna italiana da região da Puglia, província de Brindisi, com cerca de 20.071 habitantes. Estende-se por uma área de 66 km², tendo uma densidade populacional de 304 hab/km². Faz fronteira com Brindisi, Carovigno, Latiano, Ostuni, San Michele Salentino.

## Demografia

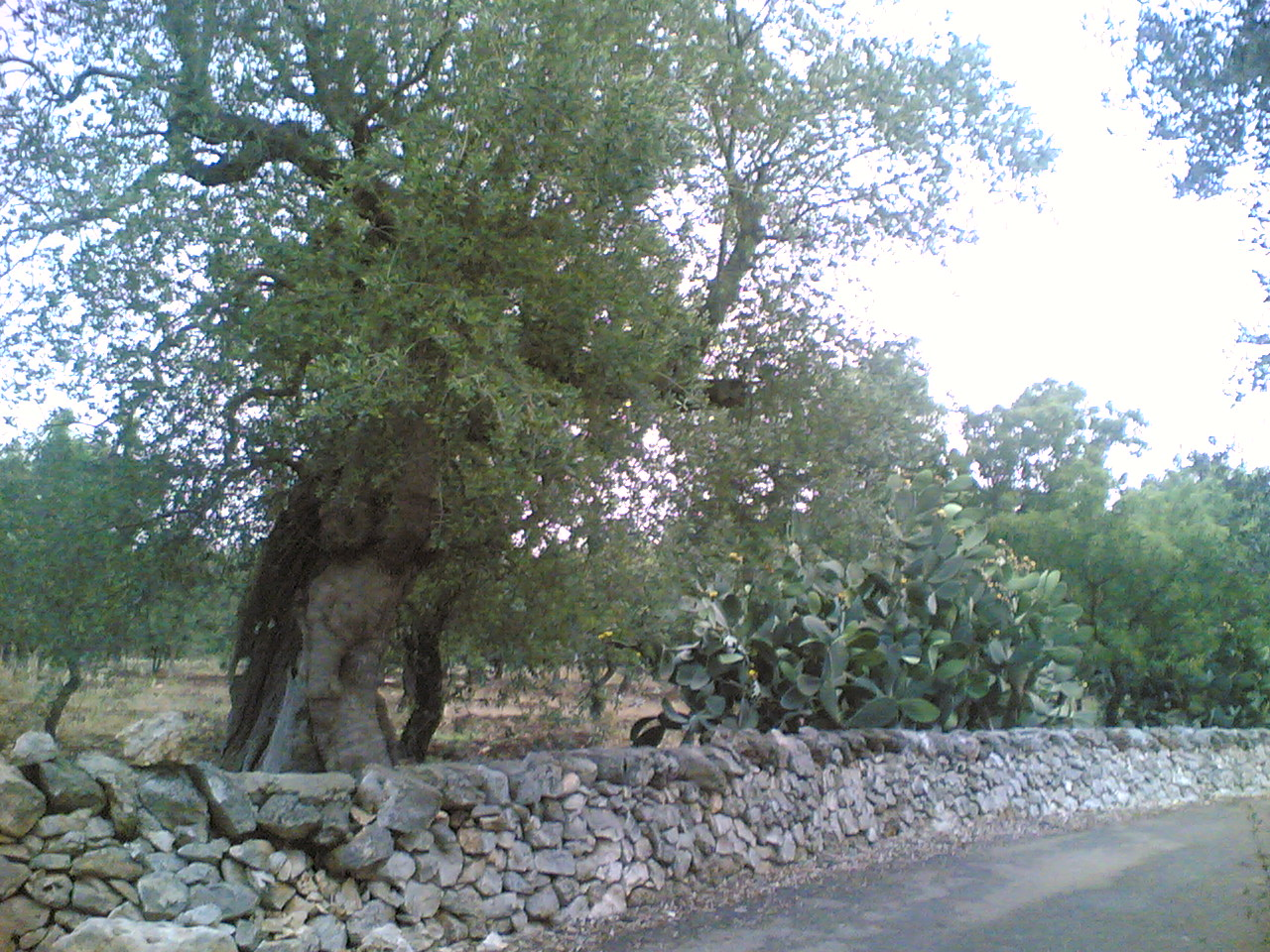
Campagna sanvitese, contada "Ammazzaciucci".

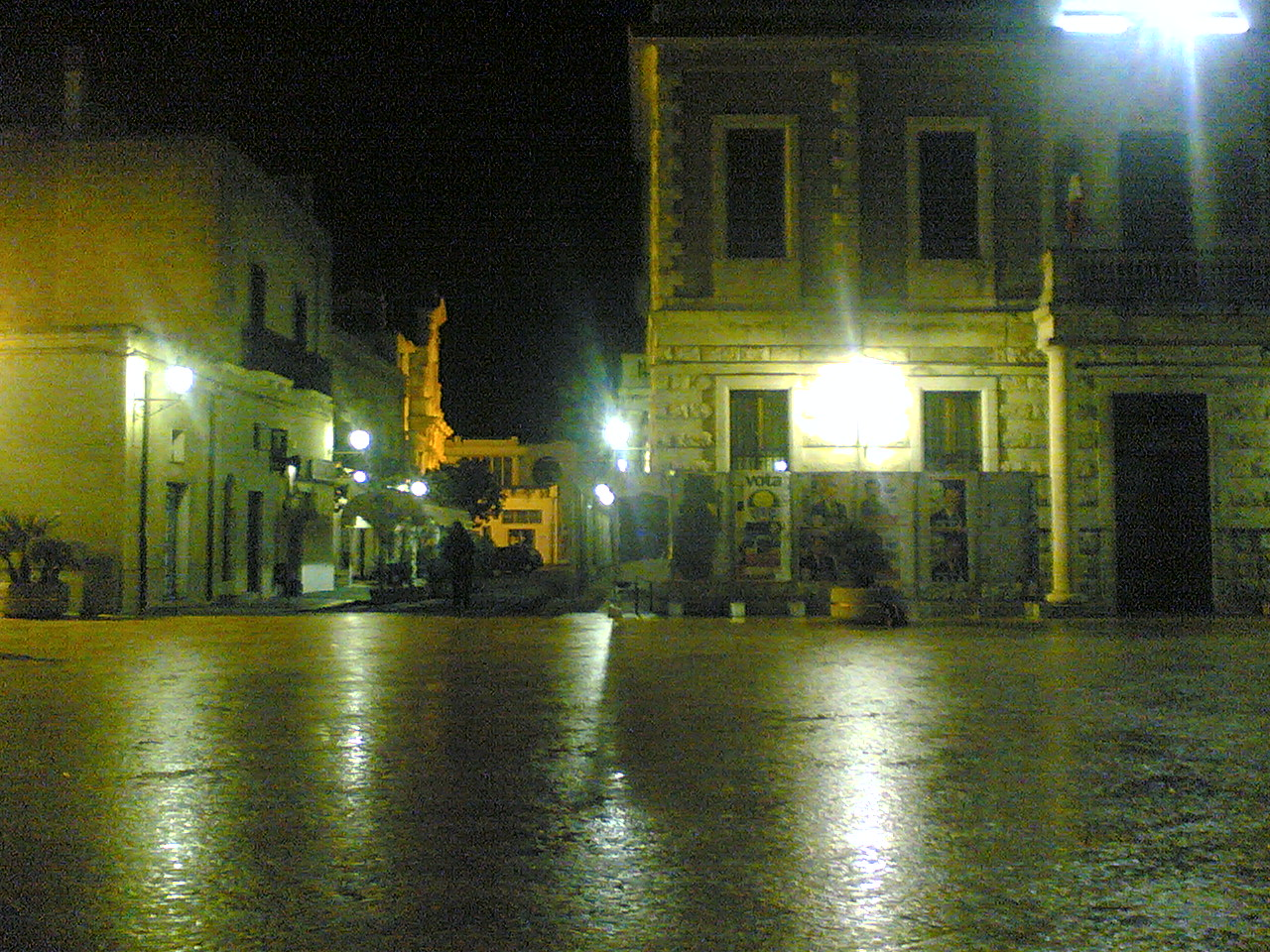
Municipio.

| Variação demográfica do município entre 1861 e 2011                               |
|                                                                                   |
| Fonte: Istituto Nazionale di Statistica (ISTAT) - Elaboração gráfica da Wikipedia |